# Óregon
Óregon ou Oregão (em inglês: Oregon) é um dos 50 estados dos Estados Unidos, localizado na Região dos Estados do Pacífico. O Oregon é, tal como seu vizinho do norte, Washington, conhecido pelas suas florestas de perenifólias, que cobrem metade de todo o estado. Graças à abundância de florestas, o Oregon é um dos maiores produtores de madeira do país. O estado produz cerca de 10% de toda a madeira produzida nos Estados Unidos anualmente, mais do que qualquer outro estado americano com exceção de Washington. Outro aspecto geográfico marcante são as chuvas torrenciais comuns em todo o ano no Oregon. Tanto as florestas quanto as chuvas, porém, estão presentes apenas no oeste do Oregon, a oeste da Cordilheira das Cascatas. A leste, a maior parte do estado caracteriza-se pelo seu clima semiárido e seu terreno seco.
As belezas naturais do Oregon - graças à sua grande abundância de florestas, montanhas, rios e lagos - atraem milhões de turistas todo ano para o estado. Os habitantes do Oregon orgulham-se destas atrações naturais, e são conhecidos nacionalmente por darem grande importância ao uso apropriado de seus recursos naturais. Apesar disto, o rápido crescimento populacional do estado é uma ameaça às suas atrações naturais. Prioritariamente, os habitantes do Oregon tem tentado balancear o desenvolvimento necessário para suportar esta população em crescimento, sem tornar o estado menos atrativo a novos habitantes. O Oregon tem sido pioneiro em encontrar algumas soluções alternativas para seus problemas ambientais, mas tem sofrido também pelo rápido desmatamento de suas florestas.
Além do turismo e da indústria madeireira, outras fontes de renda importantes do Oregon são a pesca, a agricultura, a pecuária, a indústria de manufatura de alta tecnologia e finanças.
O Rio Columbia serve como uma fronteira natural entre o Oregon e Washington. Historicamente, este rio já teve o nome de Rio Oregon, possivelmente cedendo seu nome ao estado. Durante o século XVIII e as primeiras décadas do século XIX, diversos colonos britânicos e espanhóis instalaram postos comerciais na região, para comercializar a compra de peles com nativos indígenas da região. Este grande comércio de peles - especialmente pele de castor - rendeu ao Oregon o seu cognome de The Beaver State. Beaver, em português, significa castor. A partir da década de 1840, um número cada vez maior de americanos passaram a instalar-se na região. Em 1848, o Território de Oregon foi criado, e em 14 de fevereiro de 1859, o Oregon tornou-se o 33º Estado americano.

## História

### Até 1859
Diversas tribos nativos americanas já viviam na região onde está localizado atualmente o estado de Oregon milhares de anos antes da chegada dos primeiros europeus na região. Quando os primeiros exploradores europeus desembarcaram no atual Oregon, diversas tribos nativos americanas viviam na região, como os chinook, os clackhama, os kalapuyas, os multormahh e os tillamook no norte e os mannock, os cayuse, os paiutes, os umatilla e os nez perce no sul.
Os primeiros exploradores europeus a desembarcarem no atual Oregon foram exploradores espanhóis, no século XVI, por volta de 1543. O inglês Francis Drake possivelmente teria desembarcado no Oregon, em suas expedições em busca de uma passagem setentrional entre os oceanos Pacífico e Atlântico. Após Drake, a região continuaria inexplorada por aproximadamente dois séculos, até 1778, quando o explorador britânico James Cook explorou em detalhes a costa do Oregon, tendo nomeado a Baía de Foulweather. No mesmo ano, o também britânico William Broughton exploraria a mando de George Vancouver o Rio Columbia, tendo avançado rio adentro até o Rio Sandy, na atual província canadense de Colúmbia Britânica
Os primeiros americanos a desembarcarem no Oregon foram os membros de uma frota mercante americana, liderada por Robert Gray, em 1788, antes das explorações de Cook, Vancouver e Broughton. Gray e os membros de sua frota foram os primeiros americanos a navegarem dentro do Rio Columbia, tendo nomeado o rio com seu presente nome em homenagem ao seu navio, o Columbia. Em 1805, os americanos Meriwether Lewis e William Clark tornaram-se as primeiras pessoas a realizarem uma viagem transcontinental em terra, tendo alcançado o litoral oeste na foz do Rio Columbia, atual Oregon.
As primeiras tentativas de criar assentamentos permanentes na região do atual Oregon foram organizadas por volta de 1811, quando o americano John Jacob Astor e sua companhia, Pacific Fur Trade, criaram um posto comercial no Oregon - o primeiro assentamento permanente no Oregon, no que é atualmente a cidade de Astoria. Porém, com a Guerra de 1812, os britânicos conquistariam Astoria.
Em agosto de 1818 é realizado um desembarque no Rio Columbia a partir de um navio (U.S.S. Ontário) enviado a partir de Washington, por meio do qual os EUA tomaram posse do território de Oregon. O Império Britânico havia concedido a soberania, mas os Impérios Russo e Espanhol também reivindicavam a área.
Astor e sua companhia continuaram a operar em Astoria e região, mas a companhia foi fundida em 1821 pela britânica Companhia da Baía de Hudson, que passou a controlar a região por cerca de 20 anos. A companhia, liderada por John McLoughlin, incentivaria o assentamento da região durante este período. McLoughlin tornaria-se posteriormente um cidadão americano, e continuaria em seus esforços em trazer mais assentadores à região. Graças aos seus esforços, McLoughlin ficaria conhecido como "Pai do Oregon". O primeiro assentamento americano no Oregon seria fundado em 1834 por missionários metodistas. A primeira grande leva de assentadores viria em 1843, quando 900 americanos instalaram-se no Oregon. Estes mesmos assentadores instalaram o primeiro governo do Oregon, em caráter provisório.
A expansão americana em direção ao oeste resultou em crescentes números de assentadores americanos instalando-se na região a partir da década de 1840. o estados Unidos passou a reivindicar que todas as terras situadas ao sul do meridiano 54º 40' e a oeste das Montanhas Rochosas. Já os britânicos exigiram que a fronteira seria o meridiano 49º, sendo que esta fronteira prosseguiria em direção ao sul, acompanhando o curso do Rio Columbia, a oeste das Montanhas Rochosas - neste caso, muito do oeste do atual Estado de Washington ficaria sob controle britânico. Em 1846, os Estados Unidos e o Reino Unido chegaram a um acordo, que delimitava a fronteira entre o estados Unidos e as colônias britânicas da região ao longo do paralelo 49º. Assim sendo, a região onde está localizado o Oregon passou definitivamente a controle americano.
Em 1848, sob pressão dos colonos americanos instalados no noroeste do estados Unidos, o governo americano criou o Território de Oregon, e implementou um governo na região. Este território incorporava todo os atuais Estados de Oregon, Idaho e Washington. A capital deste território era originalmente Oregon City, mas foi mudada para o atual Salem em 1851. O crescimento populacional da região era então muito baixo, mas gradual. Este crescimento aumentaria drasticamente com a descoberta de ouro no sudoeste do Oregon, no início da década de 1850. Milhares de pessoas passaram a instalar-se no Oregon. Em 1853, o Oregon adquiriria seus atuais limites territoriais, quando o Território de Washington foi criado. A população do Oregon continuaria a crescer rapidamente, graças à corrida do ouro e do Ato de Doação de Terras. Este último ato especificava que qualquer pessoa do sexo masculino maior de 18 de idade, que instalara-se no Oregon antes de dezembro de 1850, teria direito a 129 hectares de terra, caso cultivasse a terra por ao menos quatro anos. Caso esta pessoa tivesse uma esposa, ela também receberia 129 hectares, no nome dela. Entre dezembro de 1850 e dezembro de 1855, as exigências mudaram a idade mínima para 21 anos, e a quantidade de terra a ser recebida para 65. Por causa do grande crescimento populacional, o Oregon seria elevado à categoria de Estado em 14 de fevereiro de 1859, tornando-se assim o 33° Estado americano.

### 1859 - Tempos atuais
Os primeiros anos do Oregon como estado americano foram difíceis. O estado foi abalado por sucessivas guerras entre tribos nativos americanas e habitantes americanos. Estes ataques tiveram início dois anos antes da criação do Território de Oregon, em 1847, quando nativos americanos mataram 14 colonos americanos no norte do Oregon, próximo à atual cidade de Walla Walla, Washington, causando o início da Guerra de Cayusa, entre colonos americanos e a tribo nativo americana dos cayusa, que perduraria até 1848, mais do massacre de cinco nativos cayusa considerados culpados pelo massacre. A descoberta do ouro do início da década de 1850 e o subsequente drástico crescimento populacional somente aumentou os conflitos entre indígenas e os colonos americanos. Em 1852, uma guerra entre os mineradores do Oregon e a tribo indígena rouge teve início, e perduraria até 1856, resultando em derrota dos indígenas, que foram confinados em uma reserva indígena.
O Oregon não sofreria nenhum ataque de forças confederadas durante a Guerra Civil Americana, embora tivesse sofrido cada vez mais com os ataques dos nativos americanos. As tensões entre a população branca e os indígenas elevaram-se ao longo da década de 1860, e em novembro de 1872, a Guerra Modoc teve início, que perduraria até maio de 1873, sendo a última grande guerra entre indígenas e os americanos de origem caucasiana. Os indígenas continuariam a realizar pequenos ataques até meados da década de 1880, embora nunca mais tivessem sido uma ameaça, tendo sido confinados em pequenas reservas indígenas em regiões isoladas do estado.
A Guerra Civil Americana e as guerras contra os indígenas incentivaram o grande crescimento populacional do Oregon entre 1860 e 1890, uma vez que muitos soldados americanos enviados em direção ao oeste, contra os confederados e os indígenas, instalaram-se no estado. A inauguração das primeiras ferrovias no Oregon, conectando o estado com o restante do país, também foi outro fator primário. Estes fatores fizeram com que a população do estado crescesse de 52 465 habitantes em 1860 para 317 704 em 1890. A importância da mineração no Oregon cairia gradualmente, e a indústria madeireira e a agropecuária tornariam-se indústrias muito fortes no estado.
Em 1902, o governo do Oregon adotou o processo de iniciativa e referendo, procedimentos políticos que passaram a permitir com que a população do estado pudesse aprovar leis sem a aprovação do Legislativo do Oregon. Em 1912, o Oregon concedeu às mulheres o direito de voto. Com a Grande Depressão da década de 1930, os governos dos Estados Unidos e do Oregon forneceram fundos para a construção de diversas usinas hidrelétricas no Rio Columbia, como o Bonneville e o Owyhee, que empregam milhares de trabalhadores, aumentaram a área arável do Oregon na região oeste do estado, e melhoraram a navegação na região.

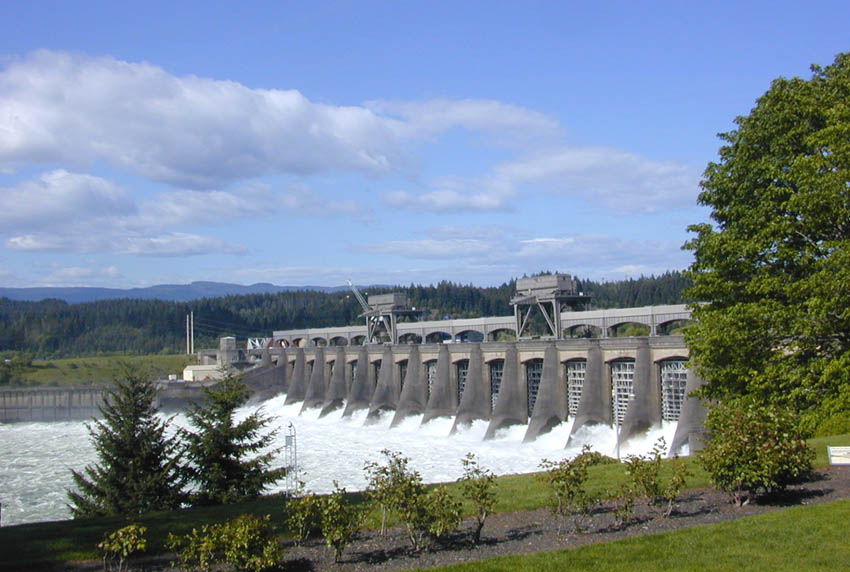
Vista da usina hidrelétrica Bonneville, uma das duas usinas hidrelétricas construídas no estado na década de 1950.

O Oregon prosperaria economicamente com a entrada dos Estados Unidos na Segunda Guerra Mundial, dada sua localização estratégica, na costa oeste americana, próximo à frente de batalha americana com o Japão. A indústria de manufatura tornou-se uma grande fonte de renda, e centenas de fábricas foram construídas no estado, passando a fabricar material bélico, enviado para as frentes de batalhas americanas no Pacífico ou como suprimentos para os soviéticos, atraindo assim milhares de pessoas de outros Estados americanos.
Após o fim da guerra, o Oregon instalaria diversas usinas hidroelétricas no estado. Duas foram inauguradas na década de 1950, e mais cinco na década de 1970, no Rio Columbia ou no Rio Snake, que passaram a fornecer energia a baixo custo, incentivando o crescimento da indústria de manufatura, que por sua vez, acelerou o processo de urbanização do estado. Na década de 1960, pela primeira vez na história do estado, mais pessoas viviam em áreas urbanas do que em áreas rurais. Este processo de urbanização também foi causado por mudanças na indústria agropecuária do estado. Anteriormente aos anos da Segunda Guerra Mundial, a maior parte das fazendas eram fazendas de subsistência. Após o fim da guerra, muitos dos fazendeiros voltaram-se para a indústria de processamento de alimentos, o que, aliado com a urbanização e da modernização da indústria agropecuária, diminuíram o número de fazendas e de pessoas morando em áreas rurais e aumentaram o tamanho médio das fazendas do estado.
Na década de 1960, o governo do Oregon aprovou leis que forçaram empresas da indústria madeireira do Oregon a reflorestarem áreas desmatadas para a extração de madeira, elevando os custos operacionais destas empresas. O governo do estado também adotou outras medidas que visavam proteger os aspectos naturais do Oregon.
Na década de 1980, o Oregon foi atingido por uma grande recessão econômica, a pior desde a Grande Depressão. Esta recessão foi causada primariamente pela mudança de diversas empresas conectadas com a indústria madeireira para outros Estados onde custos operacionais e leis antidesmatamento fossem menores, bem pela queda da indústria imobiliária no estado. A economia do Oregon recuperaria-se no final da década de 1980, com a crescente diversificação da economia do estado. O turismo, a indústria de manufatura de alta tecnologia e o setor de finanças tornaram-se as principais fontes de renda do estado, enquanto que a indústria madeireira do Oregon continua em declínio.

## Geografia

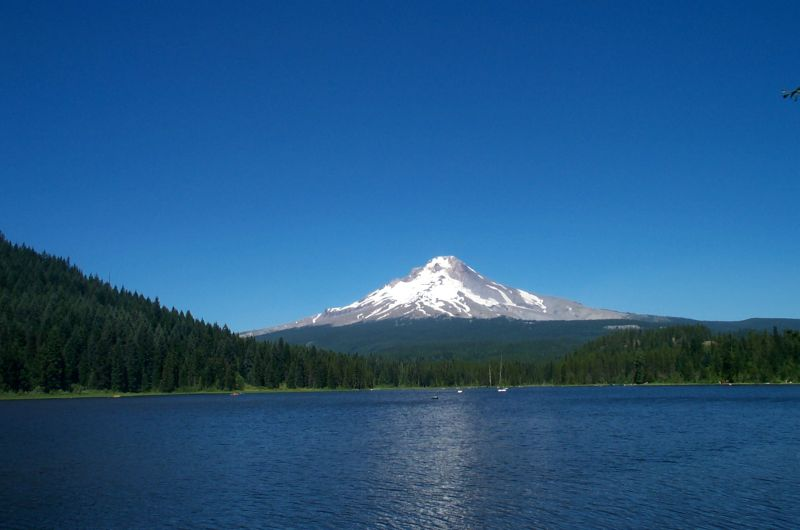
Vista do Monte Hood, o ponto mais alto do estado, com seus 3 426 metros de altitude.

O Oregon limita-se ao norte com Washington, a leste com Idaho, ao sul com o Nevada e a Califórnia, e a oeste com o Oceano Pacífico. Com quase 255 mil quilômetros quadrados, é o nono maior estado americano em área do pais.
O Rio Columbia forma a maior parte da fronteira entre Washington e Oregon. O Columbia e seu afluente, o Rio Willamette, formam o maior sistema hidroviário navegável do Oregon. Já o Rio Snake forma muito da fronteira entre o Oregon e o Idaho. Além do Columbia, Willamette e do Snake, outros rios importantes são o Deschutes e o Hohn Day. O terreno acidentado das Montanhas Cascatas propicia a formação de diversas grandes quedas d' água, muitas dos quais possuem uma queda livre de mais de 60 metros de altura. A catarata mais alta do Oregon são as Cataratas Multnomah, que possuem uma queda livre de 161 metros, e uma segunda queda de 21 metros, totalizando 182 metros.
O estado também possui centenas de lagos. Um deles, o Lago Crater, é o lago mais profundo dos Estados Unidos, com seus 589 metros de profundidade. Como seu nome sugere, o lago está localizado sobre uma cratera vulcânica, no topo de um vulcão extinto.

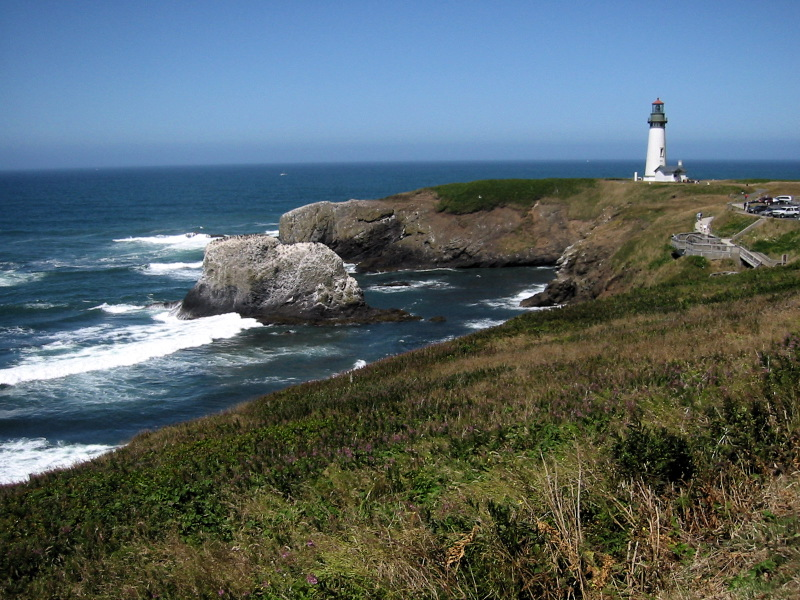
Vista de um trecho do litoral do Oregon junto ao Oceano Pacífico.

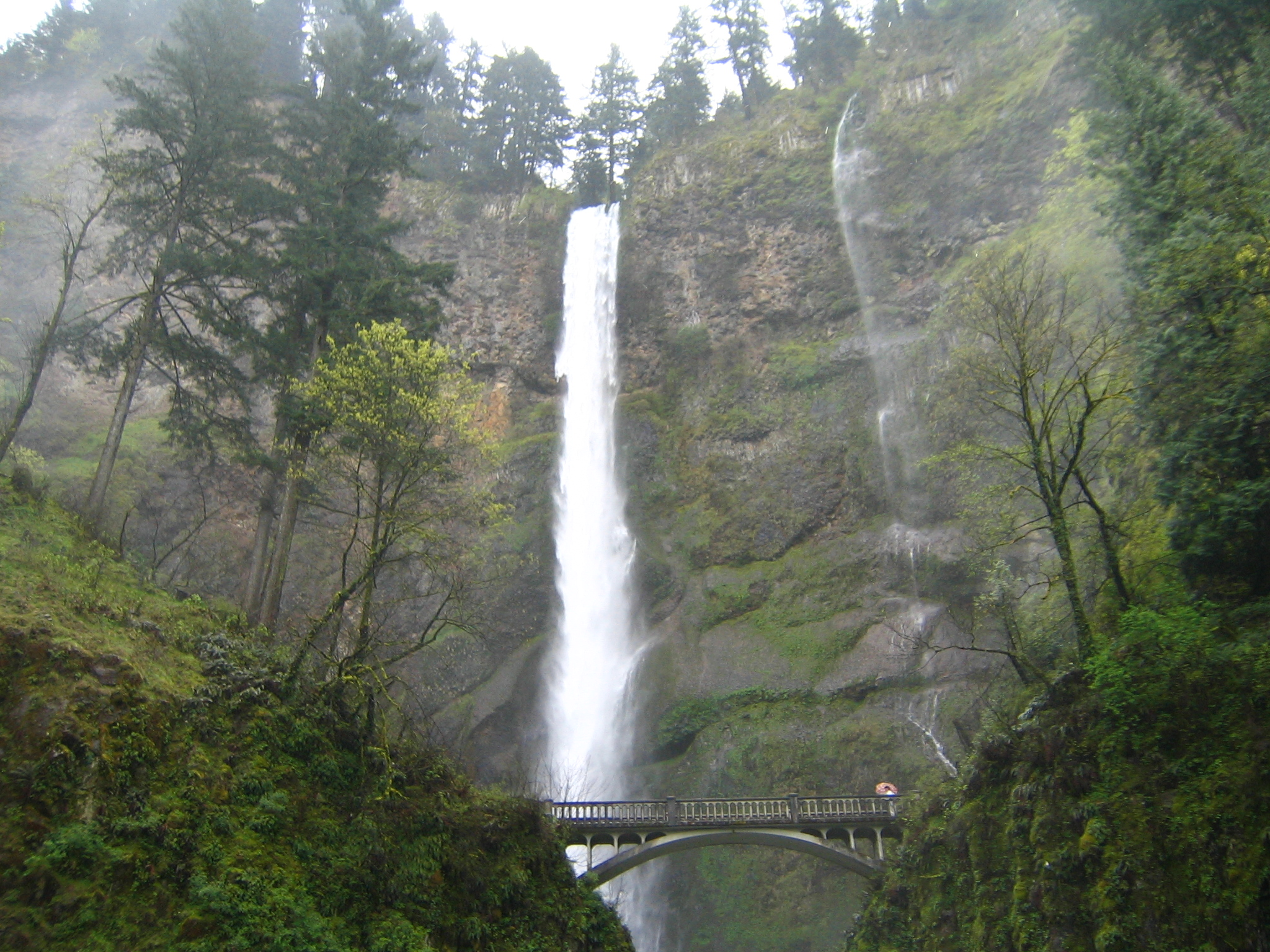
Vista das Cataratas Multnomah.

O litoral do Oregon possui 476 quilômetros de extensão. Muito do litoral do estado é acidentado, formado por penhascos que terminam abruptamente no oceano. Florestas cobrem cerca de metade do Oregon.
O Oregon pode ser dividido em seis distintas regiões geográficas:
- As Montanhas Klamath localizam-se no extremo sudoeste do Oregon. Esta região caracteriza-se pela suas densas florestas, por abrigar os depósitos de minerais mais ricos do estado, e pelo seu terreno acidentado.
- As Montanhas Costeiras estendem-se desde a região central do litoral de Oregon até o sudoeste de Washington. A maior parte desta região é coberta por florestas. Caracteriza-se pelo seu terreno acidentado, e pela sua cadeia montanhosa de baixa altitude.
- As Planícies do Willamette estendem-se ao longo do vale do Rio Willamette. Caracteriza-se pelo seu solo fértil e pelo seu clima favorável, que fazem esta região a mais importante para a indústria agropecuária do estado. É também a região mais populosa do estado, onde vive cerca de metade da população de todo o Oregon.
- As Montanhas Cascade estendem-se desde a Colúmbia Britânica até o norte da Califórnia e de Nevada. Estende-se imediatamente a leste das Montanhas Costeiras e das Montanhas Klamath. Caracteriza-se por ser uma região que possui vários vulcões ativos. A região caracteriza-se pela sua alta altitude, possuindo os pontos mais altos do Oregon, entre eles, o Monte Hood, que com seus 3 426 metros de altitude, é o ponto mais alto do estado. Esta cadeia montanhosa é a principal componente das Montanhas Rochosas.
- O Planalto do Columbia ocupa toda a região central e oriental do Oregon, sendo facilmente a maior das seis regiões geográficas em área. Caracteriza-se por ter altitudes que variam entre 150 a 600 metros, cercado por outras regiões de maior altitude; e pelo seu terreno relativamente pouco acidentado, com alguns acidentes geográficos de destaque, em especial, os profundos vales do
- A Basin and Range Region ocupa o centro-sul do Oregon. Caracteriza-se pela seu terreno pouco acidentado e de alta altitude.

### Clima
Ventos amenos e úmidos provenientes do Oceano Pacífico dão ao Oregon um clima relativamente ameno, muito mais quente do que se esperaria de um Estado setentrional. O clima é temperado, com quatro distintas estações. Os verões do estado são relativamente amenos, enquanto que os invernos de Oregon são relativamente amenos, mais quentes do que qualquer outro estado do norte do país. Muito do oeste do Oregon possui taxas muito altas de precipitação média anual, enquanto que o leste possui um clima mais seco.
No inverno, as temperaturas médias são maiores ao longo do litoral do estado com o Oceano Pacífico e em regiões de baixas altitudes. A temperatura média é de 4ºC no oeste, de 0 °C na região central, e de -4 °C no leste. A média das mínimas é de 2 °C e a média das máximas é de 8 °C, no litoral. Na região centro-oeste, as médias são respectivamente -7 °C e 1 °C. Temperaturas mínimas variam entre -32 °C a 11 °C, temperaturas máximas variam entre -20 °C e 17 °C. A temperatura mais baixa já registrada no estado foi registrada em Ukiah, em 9 de fevereiro de 1933, e em Seneca, em 10 de fevereiro de 1933, onde foram registradas mínimas de -48 °C.
No verão, a temperatura média varia de acordo com a região, aumentando em regiões de menores altitudes e à medida que se distancia do litoral do Oceano Pacífico. A temperatura média no verão é de 17 °C no oeste e na região central do estado (que possui um terreno muito acidentado), e de 23 °C em regiões distantes do litoral, em altitudes relativamente baixas, especialmente ao longo do leste. Temperaturas mínimas variam entre 6 °C a 15 °C, temperaturas máximas variam entre 17 °C e 36 °C. A média das mínimas é 12 °C no litoral e na região central, e de 15 °C no leste, enquanto que a média das máximas é de 24 °C no litoral e na região central, e de 29 °C no leste. As temperaturas mais altas já registradas no estados foram registradas em Prineville, em 29 de julho de 1868, e em Pendlenton, em 10 de agosto do mesmo ano, onde foram registradas uma máxima de 48 °C.
As taxas de precipitação média anual no estado variam muito de região para região. Estas médias são muito altas ao longo do litoral, podendo exceder os 330 centímetros anuais (média de 170 centímetros), enquanto que no leste, a média é de menos de 30 centímetros anuais, por causa das Montanhas Rochosas, que fazem com que a maior parte dos ventos úmidos do Pacífico precipite-se no litoral. Nas Montanhas Rochosas, a precipitação média anual é de 180 centímetros.

## Política

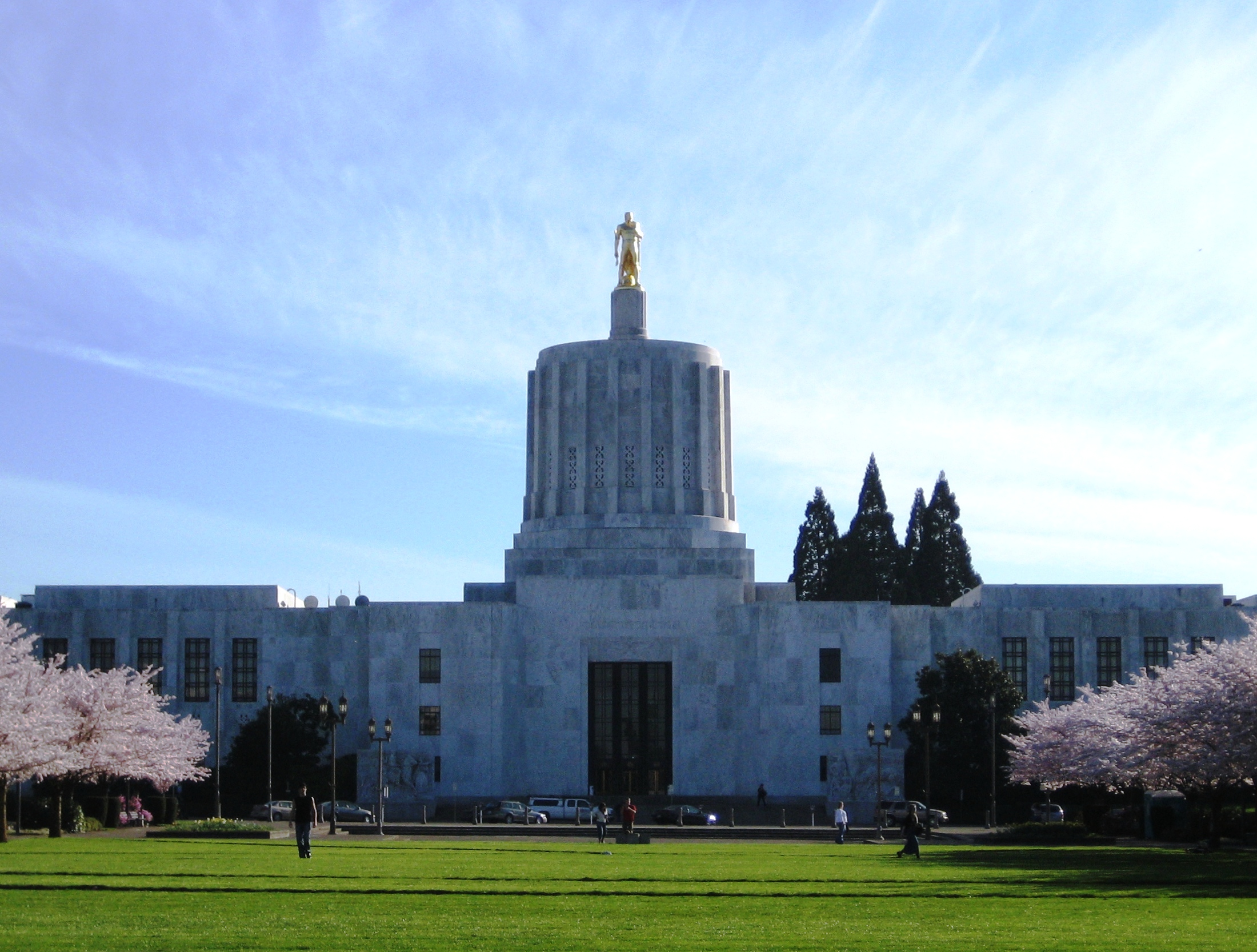
Capitólio Estadual do Oregon em Salem.

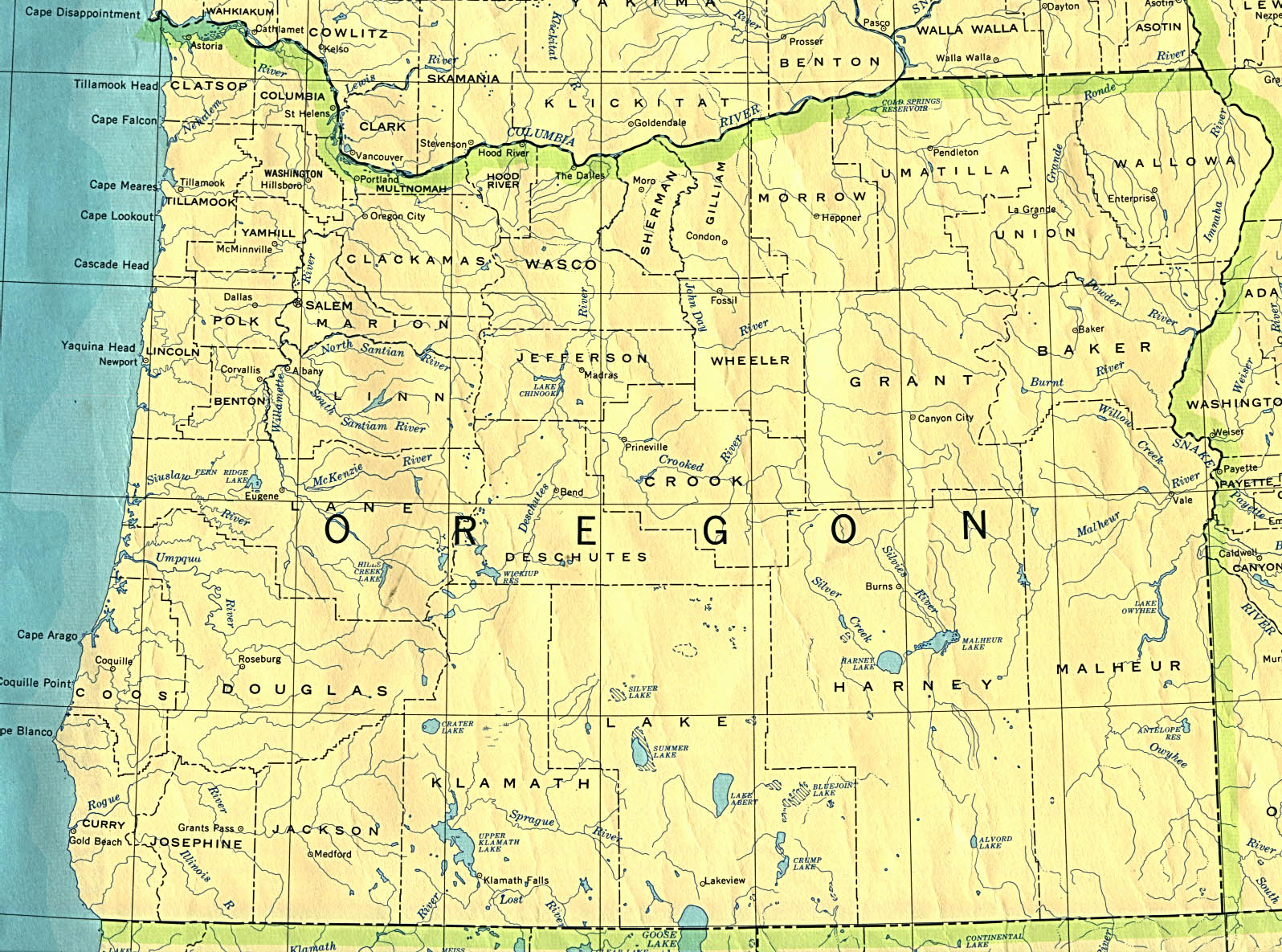
Mapa do Oregon e de seus 36 condados.

A atual Constituição do Oregon foi adotado em 1857. Emendas à Constituição podem ser propostas pelo Poder Legislativo do Oregon, e para ser aprovada, precisa ser aprovada por ao menos 51% do Senado e da Câmara dos Representantes do estado, em duas votações sucessivas, e então por 51% ou mais da população eleitoral do Oregon, em um referendo. Emendas também podem ser propostas e introduzidas por convenções constitucionais, que precisam receber ao menos a aprovação de 67% dos votos de ambas as câmeras do Poder Legislativo e 51% dos eleitores do estado em um referendo. Um terceiro método é o processo de iniciativa e referendo, onde a população do estado pode aprovar leis sem o consentimento do Legislativo, onde a emenda a ser realizada é proposta por um dado número de habitantes - através de um abaixo-assinado - e então colocada para votação no estado, em um referendo, onde a emenda, para ser aprovada, precisa receber o apoio de ao menos 51% dos votantes, em um referendo.
O principal oficial do Poder Executivo do Oregon é o governador. Este é eleito pelos eleitores do estado para mandatos de até quatro anos de duração. A população do estado também elege um dado número de oficiais, tais como o Secretário de Estado, o comissário do Trabalho e Indústrias do Oregon e um tesoureiro, também para mandatos de até quatro anos de duração. Não existem limites quanto ao número de termos que uma dada pessoa pode exercer em qualquer posição do governo do estado.
O Poder Legislativo do Oregon - oficialmente chamado de Assembleia Legislativa do Oregon - é constituído pelo Senado e pela Câmara dos Representantes. O Senado possui um total de 21 membros, enquanto que a Câmara dos Representantes possui um total de 42 membros. O Oregon está dividido em 30 distritos legislativos. Os eleitores de cada distrito elegem um senador e dois membros representantes, que irão representar tal distrito no Senado e na Câmara dos Representantes. O termo dos senadores é de quatro anos, e dos membros da Câmara dos Representantes, de dois anos.
A corte mais alta do Poder Judiciário do Oregon é a Suprema Corte do Oregon, composta por sete juízes. A segunda principal corte judiciária do estado é a Court of Appeals, composta por dez juízes. Todos os juízes da Suprema Corte e da Court of Appeals são eleitos pela população do estado para mandatos de até 6 anos de duração. O Oregon também possui 19 cortes distritais, que empregam cada uma um ou mais juízes, eleitos pela população de seus respectivos distritos judiciais para mandatos de até 6 anos de duração. Cada condado e todas as cidades primárias (cities) possuem também suas próprias cortes judiciais. Todos os candidatos a juízes não podem ter afiliação política.
Cerca de 50% da receita do orçamento do governo do Oregon é gerada por impostos estaduais. O restante vem de verbas recebidas do governo federal e de empréstimos. o estado não cobra imposto de renda de seus habitantes. Em 2002, o governo do estado gastou 18,029 bilhões de dólares, tendo gerado 14,815 bilhões de dólares. A dívida governamental do Oregon é de 7,668 bilhões de dólares. A dívida per capita é de 2 178 dólares, o valor dos impostos estaduais per capita é de 1 467 dólares, e o valor dos gastos governamentais per capita é de 5 122 dólares.
Politicamente, o Partido Republicano tem dominado o Oregon, desde sua criação como território, em 1848, até meados da década de 1970. Porém, o Partido Democrata tem ganhado crescente força no estado, desde a década de 1950, e eleições realizadas no estado em tempos recentes tem sido muito acirradas. O Oregon está dividido em 36 condados. Estes condados são governados primariamente através de um conselho e de um administrador. A maior parte das cidades do Oregon com mais de 5 mil habitantes é governada por um administrador e por um conselho municipal.

## Demografia
De acordo com o censo nacional de 2000, a população do Oregon em 2000 era de 3 421 399 habitantes, um crescimento de 19,9% em relação à população do estado em 1990, de 2 853 733 habitantes. Uma estimativa realizada em 2005 estima a população do estado em 3 641 056 habitantes, um crescimento de 27,5% em relação à população do estado em 1990, de 6,4%, em relação à população do estado em 2000, e de 1,4% em relação à população estimada em 2004.
O crescimento populacional natural do Oregon entre 2000 e 2005 foi de 75 196 habitantes - 236 557 nascimentos menos 161 361 óbitos - o crescimento populacional causado pela imigração foi de 72 263 habitantes, enquanto que a migração interestadual resultou no ganho de 77 821 habitantes. Entre 2000 e 2005, a população do Oregon cresceu em 219 620 habitantes, e entre 2004 e 2005, em 49 693 habitantes. 309 700 habitantes nasceram fora do país (8,7% da população do estado), dos quais estima-se que 90 mil sejam imigrantes ilegais (2,5% da população do estado).

### Raça e etnias
Composição racial da população do Oregon:
- 83,5% Brancos
- 8,0% Hispânicos
- 3,0% Asiáticoss
- 1,6% Afro-americanos
- 1,3% Nativos americanos
- 3,1% Duas ou mais raças

Os cinco maiores grupos étnicos do Oregon são alemães (que compõem 20,5% da população do estado), ingleses (13,2%) , irlandeses (11,9%), americanos (6,2%) e mexicanos (5,5%).
Estimativas publicadas em setembro de 2004 mostraram um grande aumento da migração de hispânicos e asiáticos ao estado, em relação ao censo de 2000. Cerca de 60% dos 138 197 novos habitantes do estado pertencem a minorias étnicas e raciais. O crescimento da população asiática está centralizada primariamente nas regiões metropolitanas de Portland, Salem e Eugene, enquanto que a população hispânica é consistente em todo o estado.

### Religião
- Cristianismo – 75%
  - Protestantes – 55%
    - Igreja Batista – 6%
    - Igreja Luterana – 6%
    - Igreja Metodista – 4%
    - Igreja Presbiteriana – 3%
    - Igreja Pentecostal – 2%
    - Igreja de Cristo – 2%
    - Outras afiliações protestantes – 32%

  - Igreja Católica Romana – 15%
  - Outras afiliações cristãs – 1%
  - Outras religiões – 1%
- Não religiosos – 24%

### Principais cidades

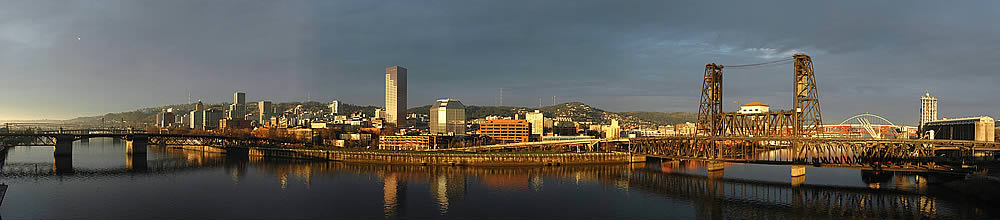
Portland.

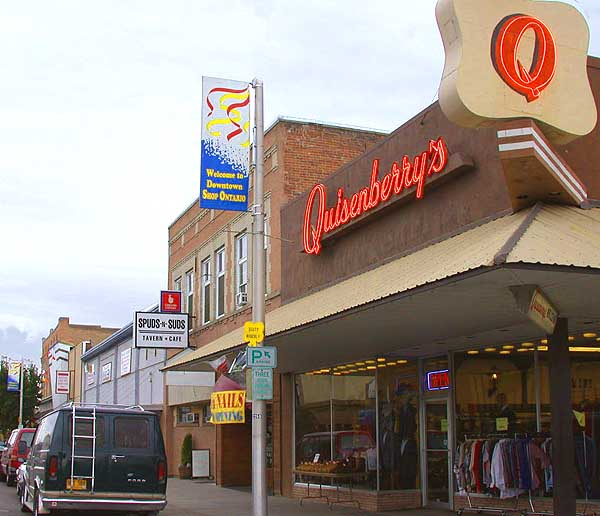
Ontário.

| Maiores cidades - Eugene - Medford - Portland - Salem Outras cidades - Albany - Astoria - Bend - Brookings - City of The Dalles - Coos Bay - Corvallis - Dallas - Grants Pass - Gresham | - Hermiston - Hood River - Klamath Falls - La Grande - Lebanon - McMinnville - Monmouth - Newberg - Ontário - Pendleton - Prineville - Redmond - Roseburg - Saint Helens - Silverton - Woodburn |

## Economia
O produto interno bruto do Oregon em 2000 foi de 104,8 bilhões de dólares. A renda per capita do estado, por sua vez, foi de 30 630 dólares. A taxa de desemprego do Oregon é de 7,4%, a segunda mais alta entre qualquer Estado americano, antes da crise de 2008, atrás somente do Alasca.
O setor primário responde por 3% do PIB do Oregon. o estado possui cerca de 40 mil fazendas, que cobrem cerca de 35% do estado. A agropecuária responde por 2% do PIB do estado, e emprega aproximadamente 102 mil pessoas. Os principais produtos da indústria agropecuária do Oregon são flores ornamentais, trigo, carne e leite bovino, trigo, batata, palha e cebolas. A pesca é responsável por 0,1% do PIB do Oregon, empregando cerca de 3 mil pessoas. O valor anual da pesca coletada no estado é de 70 milhões de dólares.
A silvicultura responde atualmente por 0,9% do PIB do Oregon, e emprega cerca de 18 mil pessoas. As grandes florestas do Oregon fizeram historicamente do estado um dos líderes nacionais da produção de madeira, mas recentemente em sua história, incêndios florestais, desmatamento que não acompanha as taxas de reflorestamento, e diversos processos judiciários que questionam a administração das florestas estaduais tem reduzido a quantidade de madeira produzida anualmente no estado nos últimos anos. A quantidade de madeira produzida no Oregon caiu em cerca de 96% entre 1989 e 2001. Uma das principais razões disto são as diversas leis ambientais do Oregon, que impõem regras rígidas para a indústria madeireira, com o intuito de proteger as florestas do estado, fazendo com que empresas madeireiras mudassem para outras regiões do país, como Washington e Tennessee, por exemplo. Apesar disto, o Oregon ainda é um dos líderes nacionais na produção de madeira do país, sendo a segunda maior produtora anual, atrás apenas de Washington. A drástica queda na produção de madeira entre 1989 e 2001, porém, aumentaram drasticamente a taxa de desemprego entre a população rural do estado.
O setor secundário responde por 30% do PIB do Oregon. A indústria de manufatura responde por 25% do PIB do estado e emprega aproximadamente 265 mil pessoas. O valor total dos produtos fabricados no estado é de 28 bilhões de dólares. Os principais produtos industrializados fabricados no estado são equipamentos eletrônicos, processamento de madeira, produtos industrializados derivados de madeira (papel, móveis, etc), alimentos industrialmente processados e equipamento de transportes. A indústria de construção responde por 4,8% do PIB do estado, empregando aproximadamente 118 mil pessoas. A mineração responde por 0,2% do PIB do Nevada, empregando cerca de 3 mil pessoas. Os principais recursos naturais extraídos no estado são areia e pedras.
O setor terciário responde por 67% do PIB do Oregon. Cerca de 17% do PIB do estado vêm de serviços comunitários e pessoais. Este setor emprega cerca de 592 mil pessoas. O comércio por atacado e varejo responde por 16% do PIB do estado, e emprega aproximadamente 458 mil pessoas. Serviços financeiros e imobiliários respondem por cerca de 15% do PIB do estado, empregando aproximadamente 145 mil pessoas. Serviços governamentais respondem por 12% do PIB do Oregon, empregando aproximadamente 256 mil pessoas. Transportes, telecomunicações e utilidades públicas empregam 90 mil pessoas, e respondem por 7% do PIB do Oregon. Cerca de 95% da eletricidade gerada no estado é produzida em usinas hidrelétricas, sendo o restante produzida em usinas a carvão ou a gás natural.

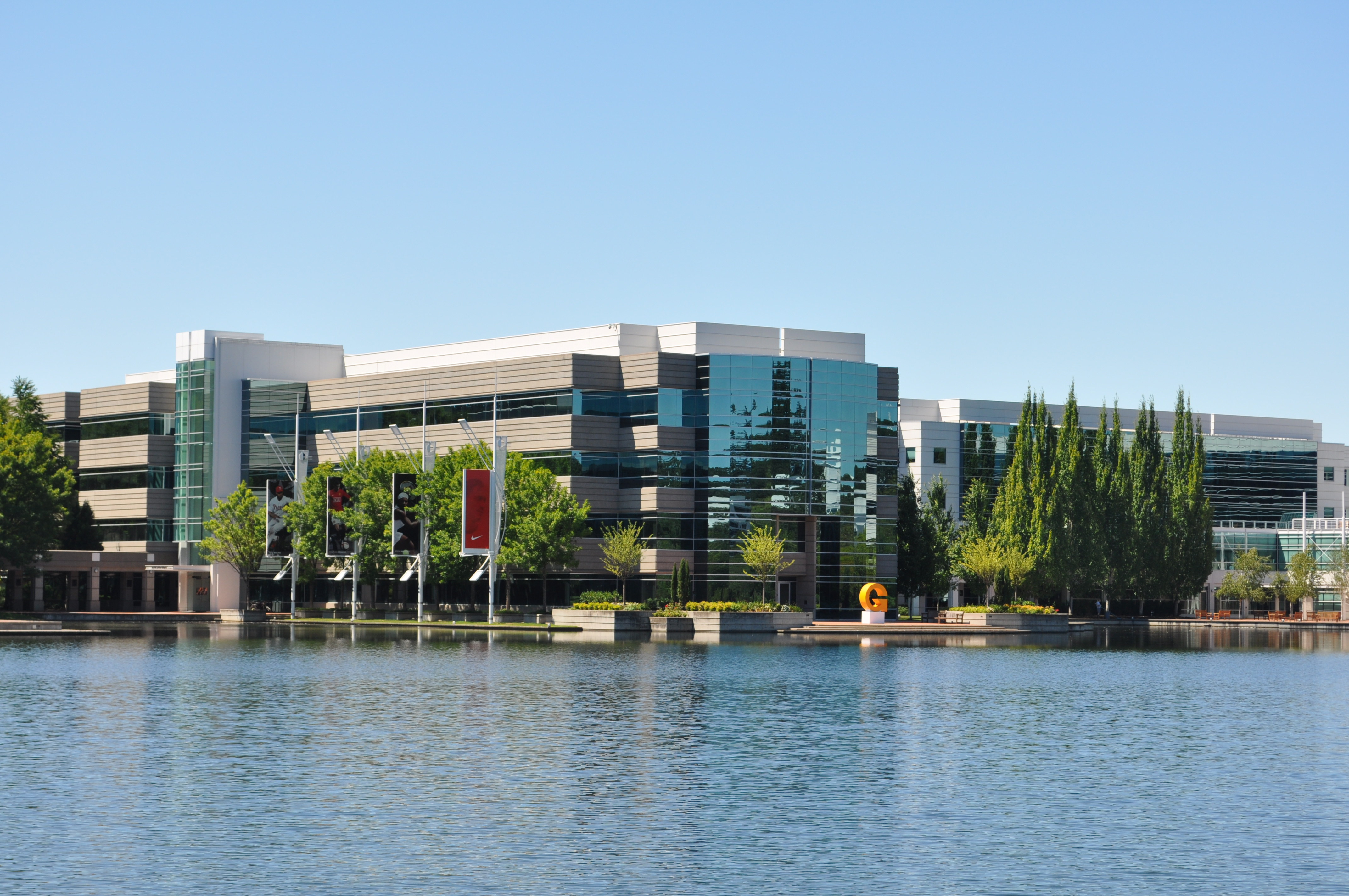
Sede da Nike em Beaverton

### Empresas
Lista de empresas com presença em Óregon:
- Adidas
- Boeing
- Columbia Sportswear (sede em Cedar Mill)
- HP
- IBM
- Intel Corporation
- LAM Research
- Nike, Inc (sede em Beaverton)
- ON Semiconductor
- Thermo Fisher Scientific
- Tokyo Electron
- Xerox Corporation

## Educação

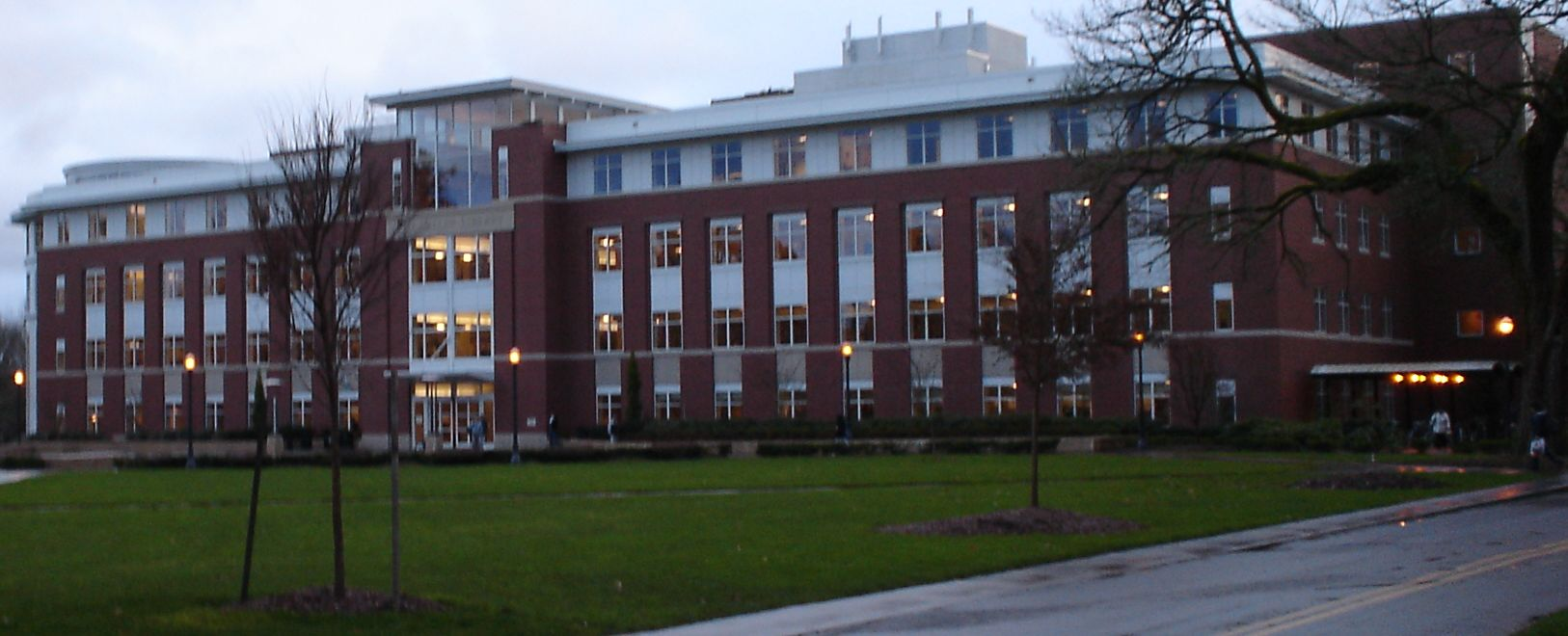
Vista da biblioteca da Universidade Estadual de Oregon.

A primeira escola do Oregon foi inaugurada em 1834, por Jason Lee, um missionário metodista. Esta escola era voltada para a educação de crianças indígenas da região. Após a criação do Território de Oregon, o governo do recém-criado território ordenou que cada municipalidade cedesse 518 hectares de terra para apenas a qualquer uso relacionado com educação. No ano seguinte, o governo do território aprovou a criação de um sistema estadual de escolas públicas. A primeira escola pública do Oregon foi inaugurada em 1851.
Atualmente, todas as instituições educacionais no Oregon precisam seguir regras e padrões ditadas pelo Conselho Estadual de Educação do Oregon. Este Conselho controla diretamente o sistema de escolas públicas do estado, que está dividido em diferentes distritos escolares. O Conselho é composto por 7 membros indicados pelo governador e aprovados pelo Senado, para termos de ofício de até 4 anos de duração. Cada cidade primária (city), e cada condado, e diversas cidades secundáruas (towns) é servida por um distrito escolar. Nas cidades, a responsabilidade de administrar as escolas é do distrito escolar municipal, enquanto que em regiões menos densamente habitadas, esta responsabilidade é dos distritos escolares operando em todo o condado em geral. O Oregon permite a operação de escolas charter - escolas públicas independentes, que não são administradas por distritos escolares, mas que dependem de verbas públicas para operarem. Atendimento escolar é compulsório para todas as crianças e adolescentes com mais de seis anos de idade, até a conclusão do segundo grau ou até os dezesseis anos de idade.
Em 1999, as escolas públicas do estado atenderam cerca de 545 mil estudantes, empregando aproximadamente 27,8 mil professores. Escolas privadas atenderam cerca de 45,4 mil estudantes, empregando aproximadamente 3,5 mil professores. O sistema de escolas públicas do estado consumiu cerca de 3,706 bilhões de dólares, e o gasto das escolas públicas foi de aproximadamente 7,8 mil dólares por estudante. Cerca de 86,9% dos habitantes do estado com mais de 25 anos de idade possuem um diploma de segundo grau.
A primeira biblioteca do Oregon foi inaugurada em 1834. Atualmente, o Oregon possui cerca de 125 bibliotecas públicas, que movimentam uma média de 12,2 livros por habitante. A primeira instituição de educação superior do Oregon foi a Instituição de Oregon - atual Universidade de Willamette - fundada em 1842 em Salem. Esta instituição não somente é a mais antiga do estado, bem como de toda a região oeste dos Estados Unidos. Atualmente, o Oregon possui 57 instituições de educação superior, dos quais 26 são públicas e 31 são privadas. A Universidade de Oregon é a maior instituição de educação superior do estado. A Universidade Estadual de Oregon é o sistema público de instituições de educação superior do estado.

## Transportes e telecomunicações

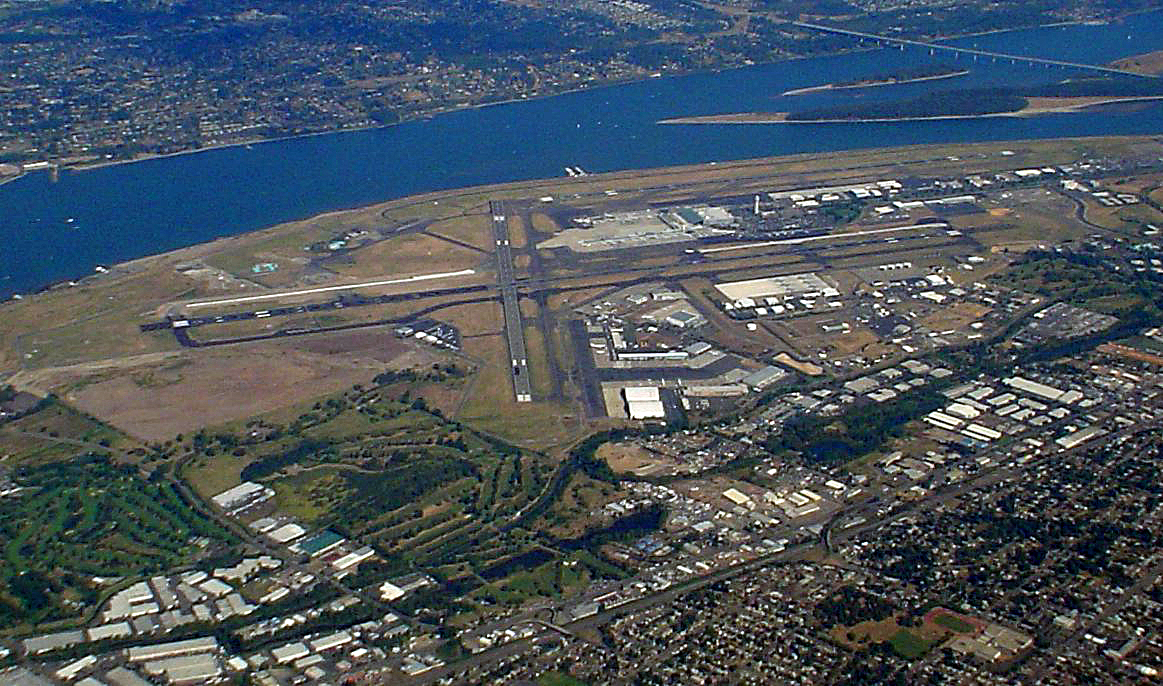
Vista aérea do Aeroporto Internacional de Portland, o aeroporto mais movimentado do estado.

Portland é o principal pólo rodoviário, ferroviário, portuário e aeroportuário do Oregon. o estado possui cerca de 156 mil quilômetros de estradas e rodovias, e é servido por cerca de 20 companhias ferroviárias diferentes. O Aeroporto Internacional de Portland é o aeroporto mais movimentado do estado, e também um dos mais movimentados do oeste americano. Outros aeroportos importantes são os aeroportos internacionais de Eugene e de Medford. Portland é o centro portuário mais movimentado da bacia hidrográfica do Rio Columbia. Em 2002, o Oregon possuía 3 907 quilômetros de ferrovias. Em 2003, o estado possuía 106 138 quilômetros de estradas e rodovias, dos quais 1 172 quilômetros eram considerados parte do sistema federal de rodovias interestaduais.
O primeiro jornal do Oregon, o Oregon Spectator, foi publicado pela primeira vez em 1846 em Oregon City. O jornal mais antigo do estado ainda em publicação foi o Weekly Oreganian - atual The Oreganian, em 1850, em Portland. São publicados atualmente no estado cerca de 120 jornais, dos quais 20 são diários, mais 100 periódicos publicados por empresas do Oregon. A primeira estação de rádio do estado foi fundada em 1922, e a primeira estação de televisão, em 1952, ambas em Portland. Atualmente, o Oregon possui cerca de 120 estações de rádio e 20 estações de televisão.

## Cultura

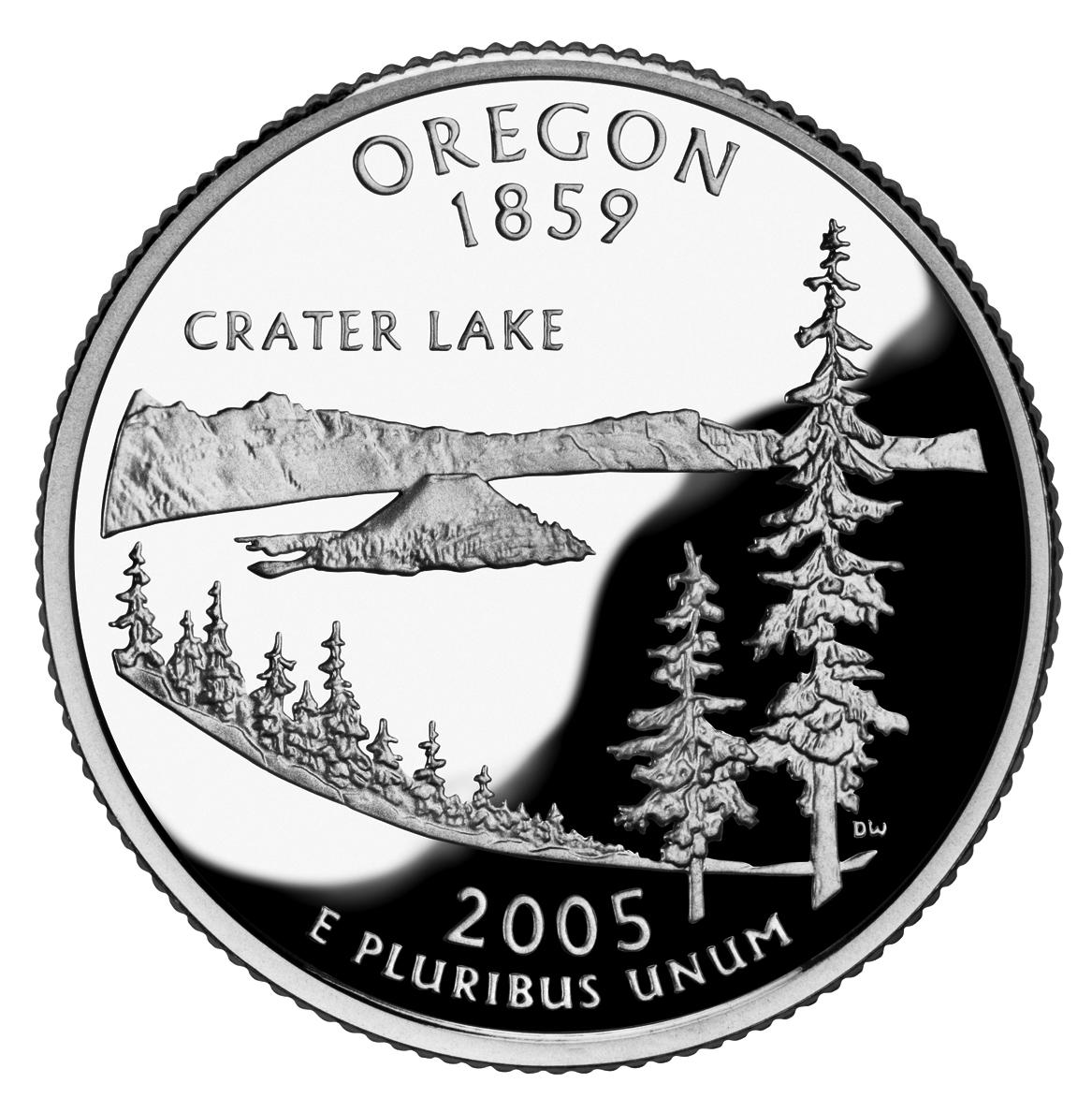
Moeda de 25 centavos de dólar americano do Oregon, mostrando uma das atrações naturais mais conhecidas do estado, o Lago Crater, o lago mais profundo nos Estados Unidos.

- Em 1848, quando o Território de Oregon foi criado, o novo governo provisório encorajou por um breve período de tempo a fabricação de moedas, os beaver coins, sendo um dos poucos Estados americanos que já fabricaram sua própria moeda.
- O Oregon possui o menor parque do mundo, o Parque Mill Ends, que possui apenas 0,29 metros quadrados de área. o estado também reivindica a honra de abrigar o menor rio do mundo, o Rio D, com 61 metros de comprimento. Segundo o Guinness, tanto os rios D quanto o Moe, no Montana, possuem 61 metros de comprimento, e portanto, dividem a honra de abrigarem os menores rios do mundo.
- O Oregon é um dos dois únicos Estados americanos que proíbem a instalação de estações de gasolina do tipo self-service (estações que não fazem uso de frentistas, e onde é o cliente o responsável por abastecer seus veículos). O outro estado é a Nova Jérsei.

### Símbolos do estado
- Árvore: Pseudotsuga menziesii (desde 1939)
- Bebida: Leite (desde 1997)
- Cognomes:
  - Beaver State
  - Union State (não oficial)
- Dança: Quadrilha (desde 1977)
- Equipe: Portland Trail Blazers (desde 1991)
- Flor: Mahonia aquifolium
- Fruta: Pêra do Oregon (desde 2005)
- Inseto: Fusitriton oregonensis (desde 1979)
- Lema: Alis volat propriis (do latim: Ela voa com suas próprias asas)
- Mamífero: Castor (desde 1969)
- Música: Oregon, My Oregon (Oregon, Meu Oregon; escrito em 1920 e adotado como música do estado em 1927)
- Pássaro: Sturnella neglecta (escolhido pelas crianças do estado em 1927)
- Pedra preciosa: Oregon Sunstone (desde 1987)
- Peixe: Salmão (desde 1961)
- Réptil: Coluber constrictor
- Slogan: We Love Dreamers (Amamos Sonhadores)

### Referências na Cultura e na Mídia

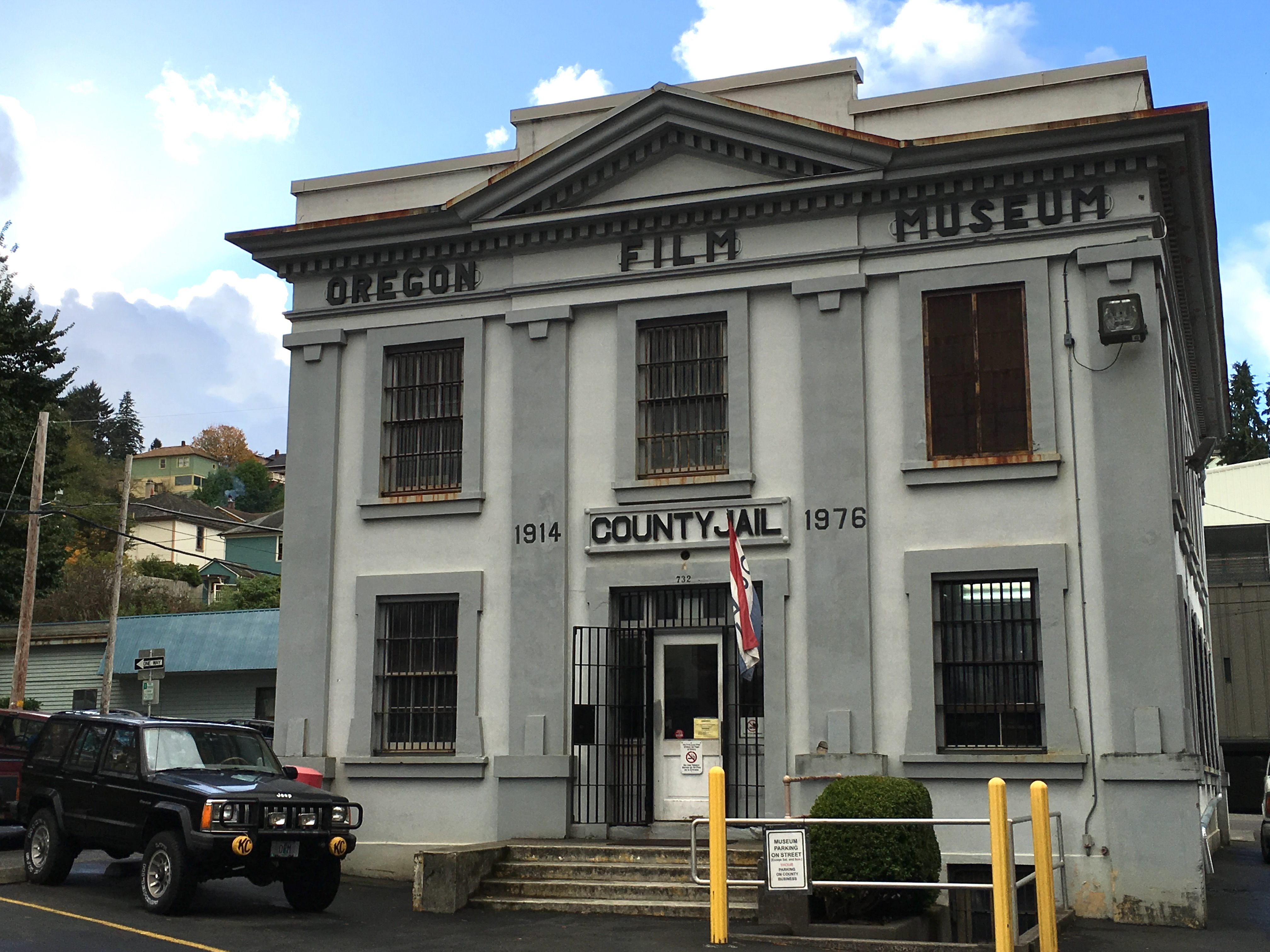
O prédio que serviu como a cadeia no filme os Goonies abriga hoje o Museu de Filme de Oregon

## Esportes

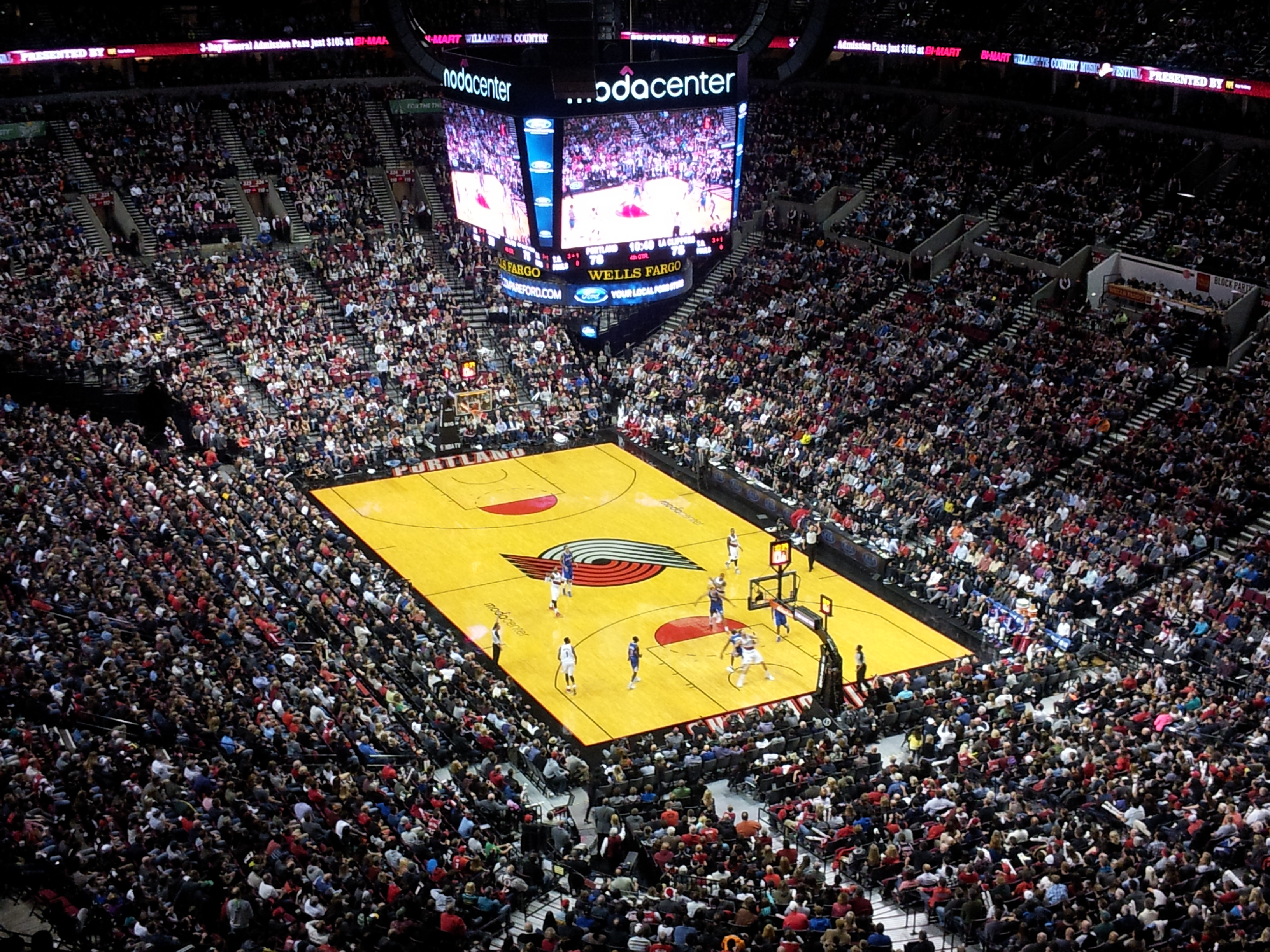
Moda Center em Portland, casa do Portland Trail Blazers.